# 巴斯修道院
巴斯圣彼得圣保罗修道院教堂（英語：The Abbey Church of Saint Peter and Saint Paul, Bath），通称为巴斯修道院（Bath Abbey），是英国薩默塞特郡巴斯的一座英国圣公会本教区教堂，历史上曾是本笃会修道院。它创建于7世纪，10世纪改组，12和16世纪重建，是英格兰西部最大的垂直哥特式建筑之一。
这座教堂为十字形平面图，大约1200左右座位。它用于宗教仪式，世俗公民仪式和讲座。它被列为一级登录建筑。这座教堂的宗教活动仍然活跃，有数百名会众，每年的游客成千上万。
该教堂有几个名人的纪念碑。它有两台管风琴以及10口钟。

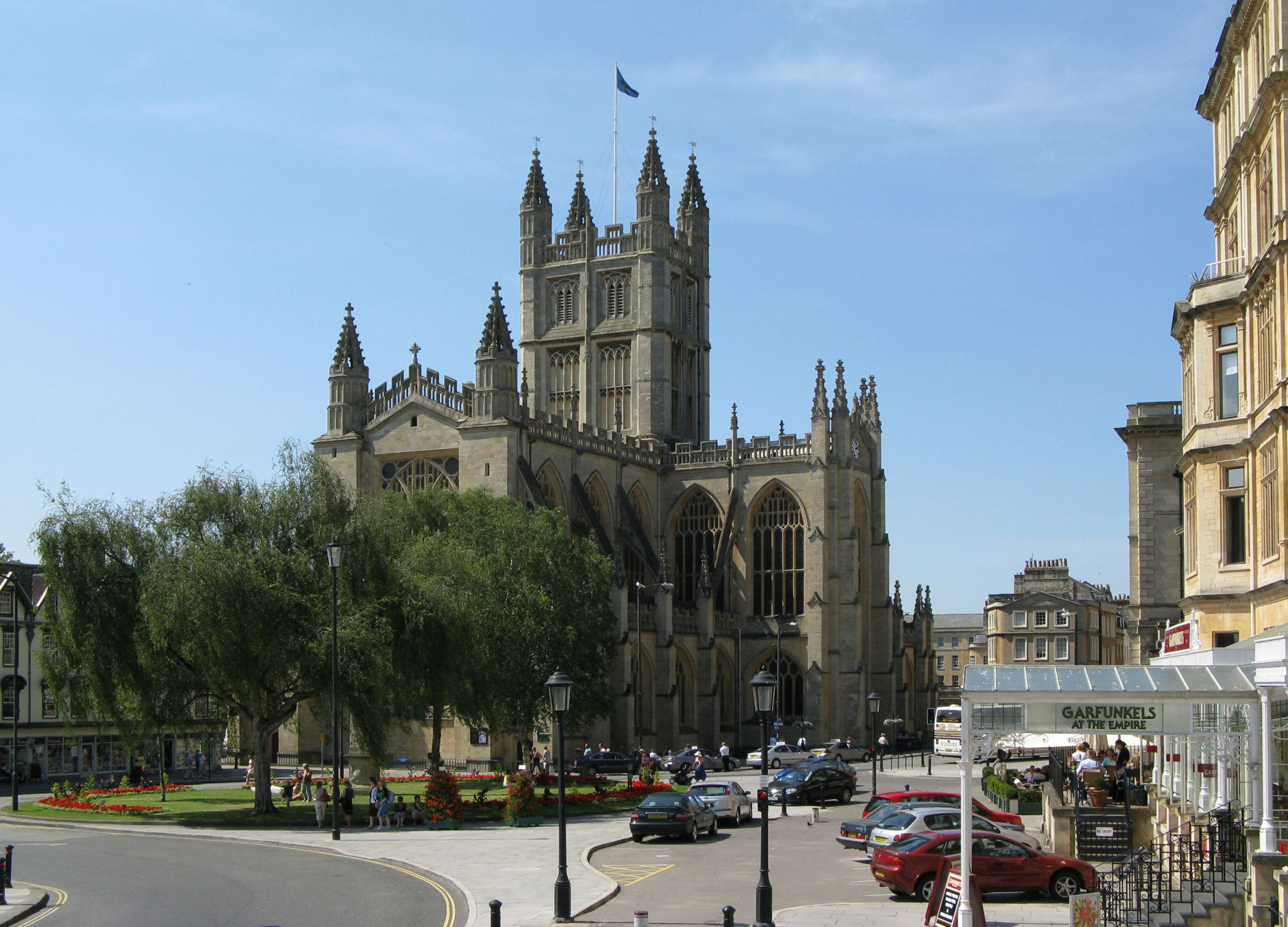
东面